# Бурић Село
Бурић Село је насељено мјесто у општини Крњак, на Кордуну, Карловачка жупанија, Република Хрватска.

## Историја
Бурић Село се од распада Југославије до августа 1995. године налазило у Републици Српској Крајини. До територијалне реорганизације насеље се налазио у саставу бивше велике општине Карловац.

## Становништво
Бурић Село је према попису из 2011. године имало 29 становника.
| Националност       | 1991. | 1981. | 1971. | 1961. |
| Срби               | 69    | 89    | 138   | 172   |
| Југословени        | 3     |       |       |       |
| Хрвати             | 1     |       |       |       |
| остали и непознато | 6     | 4     | 1     | 1     |
| Укупно             | 79    | 93    | 139   | 173   |

| Демографија | Демографија | Демографија |
| Година      | Становника  | Становника  |
| ----------- | ----------- | ----------- |
| 1961.       | 173         |             |
| 1971.       | 139         |             |
| 1981.       | 93          |             |
| 1991.       | 79          |             |
| 2001.       | 40          |             |
| 2011.       |             | 29          |